# Терещенко, Валентина Ивановна
Валентина Ивановна Терещенко (23 марта 1948, Иковка, Курганская область — 7 декабря 2021, Курган) — советский и российский педагог, учительница, Почётный гражданин города Кургана (2009), директор гимназии № 27 Кургана (1985−2010), заслуженный учитель школы Российской Федерации (1993).

## Биография
Валентина Ивановна родилась 23 марта 1948 года в семье военнослужащего на станции Иковка Иковского сельсовета Курганского района Курганской области, ныне село входит в Кетовский муниципальный округ той же области.
В городе Кургане проживала с 1959 года.
Окончила среднюю школу № 38 города Кургана.
В 1972 году окончила Курганский государственный педагогический институт  по специальности «Учитель истории, обществознания и английского языка».
Работать начала учителем английского языка в средней школе № 49 города Кургана, затем была переведена работать учителем истории, а также с 1981 года трудилась заместителем директора, организатором внешкольной работы в средней школе № 12 города Кургана.
С октября 1985 года по 2010 год работала директором средней школы № 27 города Кургана (ныне — муниципальное общеобразовательное учреждение города Кургана «Гимназия № 27»). Под её руководством учебное заведение достигло высоких результатов в образовательной деятельности. В 1996 году гимназии было присвоено почётное звание «Школа России», а в 2004 году было присуждено звание «Академическая школа». В 2007 году образовательное учреждение в рамках приоритетного национального проекта «Образование» стало победителем конкурса инновационных школ, в 2008 году гимназия стала лауреатом областного конкурса «Зеленая волна», а также призером областного конкурса общеобразовательных учреждений.
Активно участвовала в общественной жизни города Кургана и Курганской области. Избиралась депутатом Курганского городского Совета народных депутатов XXI созыва, четырежды избиралась депутатом Курганской городской Думы от округа № 4 (I, III и IV созывы). Работала в составе постоянной депутатской комиссии по социальной политике. С 1993 по 1997 год была членом окружной избирательной комиссии.
Валентина Ивановна Терещенко скончалась 7 декабря 2021 года в ковидном госпитале города Кургана Курганской области. Накануне у неё случился инсульт, она попала в больницу. Затем её с коронавирусом перевели в COVID-госпиталь. Было 80 % поражение легких. Последние дни она находилась на ИВЛ. Прощание было 9 декабря 2021 года в Кафедральном соборе святого Александра Невского. Похоронена <где?>.

## Награды и звания
- Заслуженный учитель школы Российской Федерации, 1993 год
- Отличник просвещения СССР, 1987 год[8]
- Почётная грамота Министерства просвещения СССР, 1980 год
- Почётная грамота Курганской областной Думы, 1999 год[9]
- Почётный гражданин города Кургана, 2009 год
- Звание «Народный педагог», 2004 год
- Звание «Академик Академии творческой педагогики», 2004 год
- Лауреат конкурса «Школы России — 2007», 2007 год
- Диплом комитета по науке, культуре, образованию, здравоохранению и экологии Совета Федерации Федерального собрания Российской Федерации, 2007 год

## Семья
Муж — Юрий Иванович Терещенко (род. 11 февраля 1948, Караганда) — тренер-преподаватель ДЮСШ № 4, судья Республиканской категории по боксу.
Дочери: Олеся Сочнева и Наталья.